# Parafia św. Anny w Worończy
Parafia św. Anny w Worończy – rzymskokatolicka parafia znajdująca się w diecezji grodzieńskiej, w dekanacie nowogródzkim, na Białorusi. Parafie prowadzą ojcowie paulini.
Obok kościoła znajduje się cmentarz parafialny, z wieloma zachowanymi nagrobkami okolicznej szlachty, z których najstarszy pochodzi z 1818.

## Historia
Pierwszy, drewniany kościół w Worończy pw. Trójcy Najświętszej powstał przed 1766 z fundacji Poniatowskich. Początkowo nabożeństwa w nim odprawiali jezuici, którzy mieli tu altarię. Po kasacie tego zakonu, w 1781 biskup wileński Ignacy Jakub Massalski erygował w Worończy parafię. Po ustanowieniu parafii właściciel tutejszych dóbr wojewoda nowogródzki Józef Niesiołowski ufundował nowy, obecny kościół pw. św. Anny, którego budowę zakończono w 1808. W XIX w. parafia liczyła ok. 3000 wiernych. W kościele zostali ochrzczeni Jan Czeczot i Maryla Wereszczakówna.
W latach międzywojennych parafia leżała w diecezji pińskiej, w dekanacie nowogródzkim.
W 1943 kościół został spalony przez sowieckich partyzantów. Po II wojnie światowej pozostawał zamknięty i popadał w ruinę. W latach 50. XX w. częściowo wysadzono go w powietrze. Po upadku komunizmu został zwrócony wiernym i w I połowie lat 90. wyremontowany. 26 lipca 1995 rekonsekrowany przez biskupa grodzieńskiego Aleksandra Kaszkiewicza. W 1993 parafia została powierzona paulinom.